# Lucius Flavius Saecularis
Lucius Flavius Saecularis (vollständige Namensform Lucius Flavius Titi filius Quirina Saecularis) war ein im 2. Jahrhundert n. Chr. lebender Angehöriger des römischen Ritterstandes (Eques).
Durch eine Inschrift, die auf 126/150 n. Chr. datiert wird, sind einzelne Stationen seiner militärischen Laufbahn bekannt, die aus den für einen Angehörigen des Ritterstandes üblichen Tres militiae bestand. Zunächst übernahm er als Präfekt die Leitung der Cohors prima equitata civae Romanorum, die in der Provinz Germania inferior stationiert war. Danach war er Tribun der Cohors prima voluptaria Campanorum, die in Pannonia inferior stationiert war. Als dritte Stufe folgte der Posten des Präfekten der Ala prima Flavia Gaetulorum, die ebenfalls in Pannonia inferior stationiert war.
Saecularis war in der Tribus Quirina eingeschrieben.